# Antoni Schneider

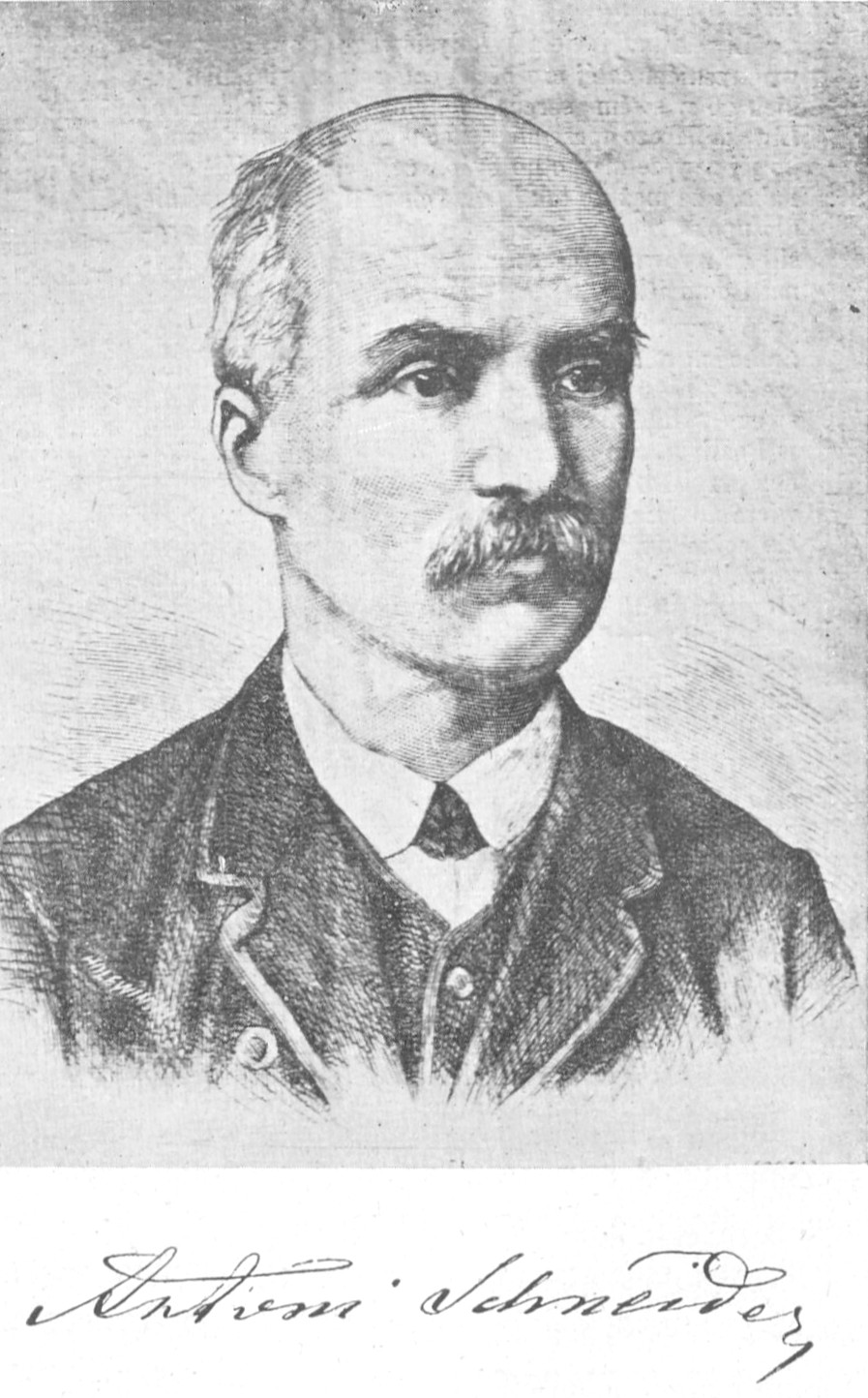
Portret Antoniego Schneidera

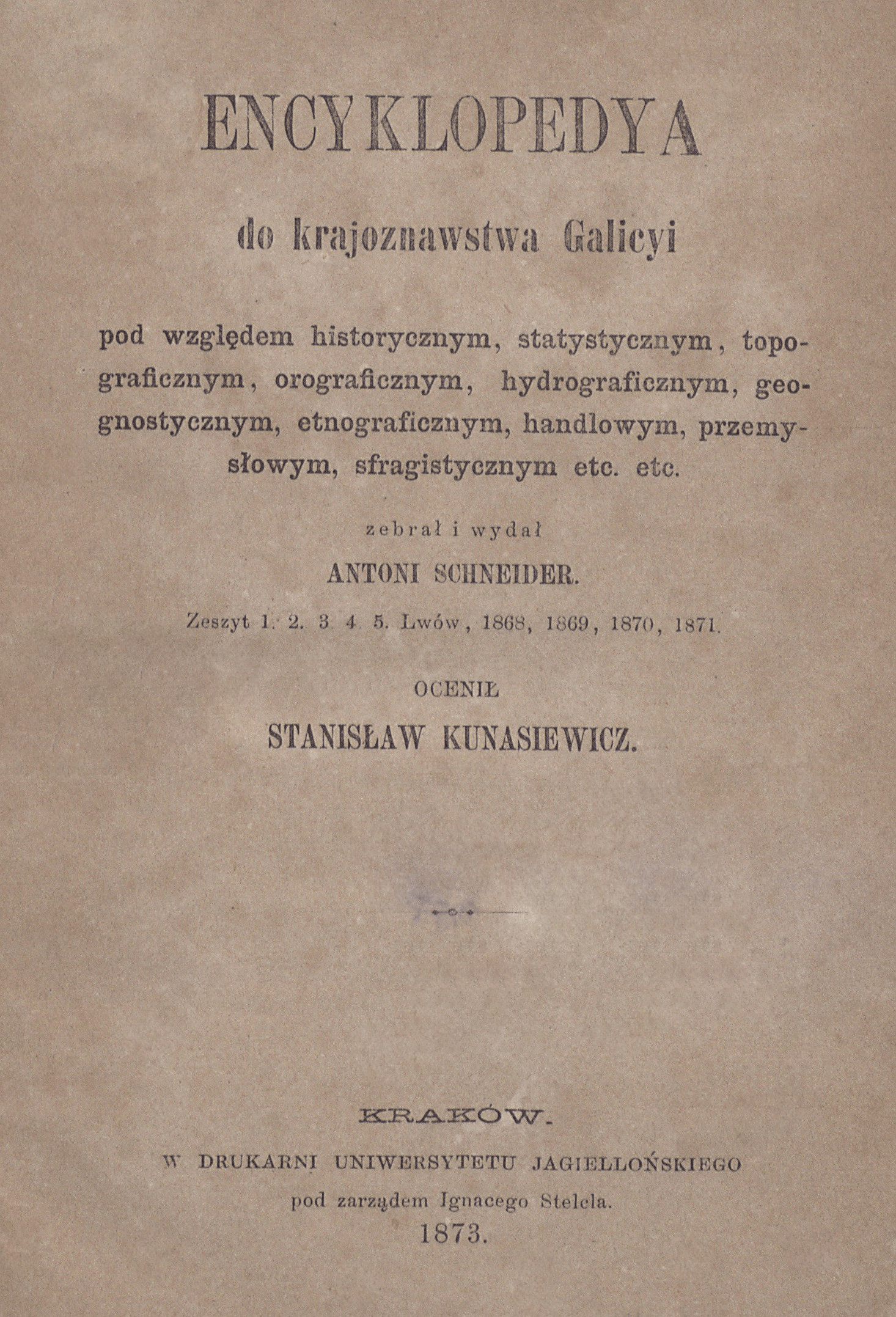
Strona tytułowa Encyklopedii do krajoznawstwa Galicji z 1873 roku Antoniego Schneidera

Antoni Schneider (ur. 12 czerwca 1825 w Olczanicy koło Złoczowa, zm. 1880 we Lwowie) – polski krajoznawca, kolekcjoner, encyklopedysta i dokumentalista dziejów Galicji.

## Życiorys
Był synem austriackiego podoficera i polskiej szlachcianki Teresy Wodnickiej. Naukę kontynuował w lwowskim gimnazjum, lecz z powodu problemów materialnych rodziny przerwał naukę. Był następnie pisarzem w kancelarii wojskowej, drogomistrzem i księgowym. Po przeprowadzce do Lwowa został zatrudniony jako urzędnik w administracji „Dziennika Literackiego”. W roku 1848 wstąpił do powstańczej armii węgierskiej, a po upadku powstania węgierskiego został aresztowany i osadzony w twierdzy Kufstein. Celę dzielił z węgierskim historykiem Józefem Telekim. Wracając na piechotę do Lwowa w roku 1851, zwiedzał stare ruiny zamków, dworków i inne zabytki oraz zbierał stare dokumenty. Jako samouk w celu fachowego gromadzenia zbiorów nauczył się m.in. łaciny oraz paleografii.
W roku 1864 ogłosił na łamach lwowskiego „Dziennika Literackiego” pierwsze artykuły, prezentujące historię „miast i miasteczek galicyjskich”. Szybko rosnące zbiory i publikacje w prasie zostały dostrzeżone przez historyków Karola Estreichera, Antoniego Małeckiego oraz kuratora Ossolineum Jerzego księcia Lubomirskiego. Dzięki nim otrzymał przy Zakładzie Ossolińskich bezpłatne mieszkanie, w którym mógł kontynuować dalsze prace. W roku 1868 rozpoczął publikację Encyklopedii do krajoznawstwa Galicji. W roku 1876 po kolejnych niepowodzeniach wydawniczych zgodził się na przekazanie swoich zbiorów do nowo powstałej w Krakowie Akademii Umiejętności. Obecnie kolekcja znana jako Teki Schneidera przechowywana jest w Archiwum Narodowym w Krakowie. Po przekazaniu całości zbiorów do Krakowa w roku 1877 w następnych latach zaczął ponownie zbierać materiały źródłowe do historii Galicji i Bukowiny. Ta nowa seria licząca 282 teki (95 000 arkuszy) pozostała w lwowskim Ossolineum, obecnie przechowywana jest w Oddziale Rękopisów Lwowskiej Biblioteki Naukowej im. Stefanyka Narodowej Akademii Nauk Ukrainy we Lwowie.
Antoni Schneider zginął śmiercią samobójczą w roku 1880.
Teki Schneidera stanowią nadal przedmiot badań. Są cennym źródłem do galicyjskiej heraldyki i sfragistyki oraz badań toponimicznych.

## Publikacje
- Encyklopedja do krajoznawstwa Galicji, t. 1, Lwów 1868.
- Przewodnik po mieście Lwowie, Lwów 1871[2].
- Przewodnik po Lwowie, Lwów 1875[3].